# Pterinoxylus perarmatus
Pterinoxylus perarmatus är en insektsart som först beskrevs av Ludwig Redtenbacher 1908.  Pterinoxylus perarmatus ingår i släktet Pterinoxylus och familjen Pseudophasmatidae. Inga underarter finns listade i Catalogue of Life.